# Chrysopilus komurae
Chrysopilus komurae är en tvåvingeart som beskrevs av Matsumura 1911. Chrysopilus komurae ingår i släktet Chrysopilus och familjen snäppflugor. Inga underarter finns listade i Catalogue of Life.